# 106-та окрема бригада територіальної оборони (Україна)
106-та окрема бригада територіальної оборони (106 ОБрТрО, в/ч А7034) — кадроване формування Сил територіальної оборони Збройних сил України у Хмельницькій області. Бригада перебуває у складі Регіонального управління «Захід» Сил ТрО.

## Історія
В червні 2018 в Хмельницькій області створено 106-ту бригаду територіальної оборони. Змінено структуру загонів територіальної оборони, вони переформовані у батальйони та зведені у бригади, що покращило керованість і боєздатність військових частин територіальної оборони. Частини тероборони комплектуються як військовослужбовцями кадру так і резервістами, які складають основну чисельність і призиваються на службу у разі необхідності.
На початку листопада 2018 р. на Хмельниччині комплектується бригада тероборони. Бригада розміщуватиметься у шести населених пунктах області. Це міста, де є військові частини ЗСУ, відповідна матеріально-технічна, тилова база і полігони для відпрацювання планових заходів з бойової підготовки підрозділів. Управління бригади і командний склад батальйонів вже сформовані. Усі офіцери від командира батальйону і вище — люди з бойовим досвідом служби в районі проведення АТО/ООС.
З 5 по 11 серпня 2019 р., 154 офіцерів запасу зі всієї області пройшли перші навчальні збори бригади територіальної оборони Хмельницької області.

### Повномасштабне вторгнення (2022—дотепер)
6 грудня 2022 до Дня Збройних Сил України 106-та окрема бригада Сил Тероборони ЗСУ отримала бойовий прапор .
Військовослужбовці бригади брали участь в бойових діях на різних напрямках в тому числі на лівому березі Дніпра 
В жовтні 2023 88-й батальйон у підпорядкування 66-ї бригади брав участь в знищенні танків на Лимано-Куп'янському напрямку 
Сапери бригади займаються розмінуванням Сумської області 
Останнє місце бойових дій — Курська область 
88 батальйон вів бої на лиманському напрямі з березня по жовтень 2023 року, після відновлення приїмав участь в битві за Мтаромайорськ в квітні 2024

## Структура
- управління (штаб)
- 86-й окремий батальйон територіальної оборони (Хмельницький)[10][11]
- 87-й окремий батальйон територіальної оборони (Кам'янець-Подільський)
- 88-й окремий батальйон територіальної оборони (Шепетівка)[12]|title=Оголошується набір на військову службу в резерві |accessdate=29 березня 2020 |archive-date=29 березня 2020 |archive-url=https://web.archive.org/web/20200329031957/http://www.staradm.gov.ua/2758-ogoloshuietsia-nabr-na-vyskovu-sluzhbu-v-rezerv.html }} [Архівовано 2020-03-29 у Wayback Machine.]</ref>
- РУБпАК «Hot Season Team»[13]
- інженерно-саперна рота
- рота зв'язку
- рота матеріально-технічного забезпечення
- мінометна батарея

## Командування
- полковник Ігор Бугун (2019)
- полковник Валентин Бігус (2021 по 2024)[14]
- полковник Вячеслав Соколов (2024 - по т.ч.)

## Втрати

### 2022
1. 9 листопада 2022, Гуцулюк Олександр Володимирович. Загинув в м.Бахмут Донецької області[15]
2. 15 листопада 2022, старший солдат Мулько Віталій Миколайович

### 2023
1. 6 січня 2023 - Кременецький Вадим Володимирович, солдат. Загинув с. Перемога Шосткинського району Сумської області[16].
2. 22 серпня 2023, старший солдат Рожик Павло Леонідович
3. 10 листопада 2023, Мосійчук Ігор Віталійович. Загинув під час виконання бойового завдання біля села Діброва на Луганщині[17].

### 2024
1. ??. 2024 - Александров Максим ("Догер"), молодший лейтенант

### 2025
1. 23 лютого 2025, Андрій Букшій, 05.04.1990 р.н. Загинув в районі н.п. Гірки, Конотопського району, Сумської області[18].